# Balczó Zoltán
Balczó Zoltán (Nyíregyháza, 1948. március 24. –) villamosmérnök, főiskolai docens, politikus, 2009 és 2010 között, illetve 2014 és 2019 között Magyarország EP-képviselője. A Jobbik Magyarországért Mozgalom egykori alelnöke, 2010 és 2014 között az Országgyűlés egyik alelnöke volt. Balczó András olimpiai és világbajnok öttusázó öccse.

## Élete
Felesége ügyvéd, két gyermekük van, Mátyás történészként végzett, Noémi jogász. 1971-ben szerzett diplomát a BME Villamosmérnöki Karán. 1971-től 1975-ig az Erőmű- és Hálózattervező Vállalatnál dolgozott tervező mérnökként. 1975-től dolgozik az Óbudai Egyetem Kandó Kálmán Villamosmérnöki Karán (korábban: Kandó Kálmán Műszaki Főiskola, majd Budapesti Műszaki Főiskola), jelenleg főiskolai docensi munkakörben.

## Politikai pályafutása
Szervezett keretek között 1992-ben kezdett politikával foglalkozni, amikor a Magyar Demokrata Fórum tagja lett. Az MDF szakadását követően a Magyar Igazság és Élet Pártjába lépett be. A MIÉP Országos Elnökségének 1994 októberétől volt a tagja, a 2002-es választásokat követően – a párt megújítását célzó törekvések visszaszorítását kifogásolva – tisztségéről 2003 februárjában lemondott, majd tagsági viszonyát is megszüntette. 2003 októberében csatlakozott az akkor megalakuló Jobbik Magyarországért Mozgalomhoz, amelynek korábban alelnöke is volt.
1994 és 1998 között a Fővárosi Közgyűlés tagja, 1998 és 2002 között országgyűlési képviselő, a MIÉP frakcióvezető-helyettese, majd 2002 és 2006 között ismét fővárosi képviselő volt, ahol az Európai Integrációs és Külügyi Bizottság tagja lett. Szűkebb szakmai területe az oktatásügy és az energiapolitika. 1999 és 2002 között kormányzati felkérés alapján az Illyés Közalapítvány kurátora volt.
Nevéhez fűződik a Jobbik első programja, amely a „Rend a liberalizmus ellen” címet viselte, és a Bethlen Gábor Program kidolgozásában is részt vett. Később a párt euroszkeptikus politikájának megjelenítője, többször felszólalt az Unió Alkotmányos Szerződése, valamint később a Lisszaboni szerződés ellen is. Az Európai Parlamentben az Ipari, Kutatási és Energiaügyi Bizottság tagja és a Környezetvédelmi, Közegészségügyi és Élelmiszerbiztonsági Bizottság póttagja volt.
A 2010-es magyarországi országgyűlési választáson a Jobbik budapesti listavezetőjeként jutott be az Országgyűlésbe, így az EP-mandátumáról lemondott. Utódja Kovács Béla lett. 2010-től 2014-ig az Országgyűlés alelnökeként tevékenykedett. 2014 tavaszán ismét országgyűlési képviselői mandátumot szerzett, ám 2014 nyarán EP-képviselővé választották, így országgyűlési mandátumáról lemondott.
2018-ban (EP-képviselőként) nem jutott be az országgyűlésbe és az EP-választáson sem kapott bejutó helyet, de 2019. június 21-én a Jobbik elnöksége bejelentette, hogy az EU-képviselővé választott Gyöngyösi Márton és az országgyűlési mandátumáról lemondott Kepli Lajos helyét Balczó Zoltán és Nunkovics Tibor veszi át.